# Lactulose
Le lactulose, également appelé galactofructose, est un disaccharide (diholoside, sucre formé par deux oses) de galactose et de fructose liés entre eux par une liaison osidique du type O β(1→4). Le lactulose peut être trouvé dans le lait de vache pasteurisé, stérilisé ou UHT (de 3,5  à   744 mg/L). Le lactulose convient ainsi à l’alimentation humaine et animale.

## Historique
Le lactulose a été décrit pour la première fois en 1929 comme lactoketose. En 1957, le docteur Petuely reconnaît l’activité bifidogéne du lactulose (augmentation des bifidobactéries chez les nourrissons) et l’appelle ainsi le « bifidogenic factor ». En 1959, Mayerhofer et Petuely proposent son application dans la constipation, notamment chez les enfants. La production de lactulose sirop commence alors en 1960.

## Structure et propriétés physiques
Le lactulose est un diholoside comprenant un galactose et un fructose liés par une liaison osidique du type O β(1→4).
Sa formule chimique est C12H22O11 et sa masse molaire 342,30 g·mol-1.
En solution à 25 °C, le lactulose est sous plusieurs formes tautomères :
- 61,5 % β-D-pyranose ;
- 7,5 % α-D-pyranose ;
- 29 % β-D-furanose ;
- 1,6 % forme linéaire.

Le pouvoir sucrant du lactulose en solution dans l'eau est de 60–70 % quand le pouvoir sucrant du saccharose est de 100 %.

## Production
Cette molécule est synthétisée par un réarrangement chimique à partir du lactose. Le lactulose peut également être produit à partir du lactose et du fructose par la β-galactosidase, une enzyme produite par la bactérie Sulfolobus solfataricus.

## Métabolisme
Le lactulose (galactofructose) ne peut pas être coupé par les enzymes de l'intestin grêle, et arrive donc intact dans le gros intestin. À ce niveau, le lactulose est dégradé par des bactéries spécifiques. La stabilité de la liaison osidique entre les deux sucres (galactose et fructose) composant le lactulose est la raison pour laquelle le lactulose n'est pas absorbable par l'intestin grêle.
Dans l'intestin grêle, le lactulose  attire de l’eau (phénomène d’osmose). À son arrivée dans le côlon, les bactéries le dégradent et produisent des acides gras organiques volatils (acide acétique, propionique, butyrique…), de l’hydrogène (H2) et du méthane (CH4). Ces acides gras volatils :
- acidifient le contenu intestinal ;
- ont un effet direct diarrhéogène (stimulant le transit par augmentation du péristaltisme) ;
- possèdent un pouvoir osmotique propre.

Cependant, cet effet est maximum pendant 8 à 15 jours : par la suite, les bactéries s’adaptent et la production d’acides gras volatils diminue, ce qui fait baisser d’autant le pouvoir laxatif de ces produits.

## Indications
Les indications du lactulose sont multiples :
- dans le domaine nutritionnel, pour améliorer le transit et le confort digestif, mais aussi pour ses effets prébiotiques sur le microbiote intestinal ;

- en usage médical ;

- en tant qu’outil de diagnostic.

Les effets secondaires pouvant survenir après la prise de lactulose incluent des crampes abdominales, des ballonnements et des flatulences. Toutefois, ces manifestations dépendent de l’individu et de la dose administrée.

## Utilisation alimentaire
Issu du lait et ayant un goût sucré, le lactulose (galactofructose) est d’abord un ingrédient alimentaire. Étant sur le marché alimentaire et consommé avant 1997, le lactulose n’est pas sujet à la réglementation « Novel Food » de l'EFSA pour l'Europe.

### Comportements dans les matrices alimentaires
D'un point de vue technologique, le galactofructose est un ingrédient qui peut être incorporé dans diverses matrices alimentaires : les produits laitiers,,, le pain, les biscuits, les produits carnés, etc.
Le galactofructose est un disaccharide ayant un pouvoir sucrant estimé à 0,6/0,7 comparé au sucrose, qui est stable et facile à intégrer dans de nombreux procédés (stabilité aux traitements thermiques et aux pH, solubilité, viscosité). Il a donc également un impact sur l’aromatisation du produit ainsi que sur la conservation.
En outre, diverses publications scientifiques témoignent de propriétés technologiques du galactofructose dans des matrices spécifiques telles que l'accélération de la fermentation (durée moindre), la complémentarité avec des souches spécifiques d’intérêts dans les produits laitiers fermentés ou encore le retardement du taux de rassissement dans le pain (et en conséquence la prolongation de la durée de vie du produit).

### Bénéfices santé dans l’alimentation

#### Effet prébiotique
Depuis 2017, les prébiotiques sont définis par l’ISAP (International Scientific Association for Probiotics and Prebiotics) comme « un substrat qui est sélectivement utilisé par des micro-organismes de l'hôte et conférant un effet santé bénéfique ».
L’activité bifidogénique du lactulose est reconnue depuis 1957. Il permet de stimuler sélectivement la croissance des bifidobactéries et lactobacilles et ainsi moduler la composition et la diversité du microbiote intestinal. Par ces actions sur ces bactéries d'intérêt, le lactulose peut induire :
– une stimulation de la réponse immunitaire, ;
– la production de molécules inhibant certaines bactéries pathogènes,, ;
– l'équilibre du microbiote intestinal après la prise d’antibiotiques,.
De plus, la Corée du Sud a reconnu l’effet prébiotique du lactulose (galactofructose) par le MFDS (Ministry of Food and Drug Safety).

#### Amélioration du transit
Chez des personnes présentant un transit ralenti, utiliser le lactulose comme ingrédient dans l’alimentation permet de réguler leur transit. La dégradation du lactulose par des bactéries spécifiques dans le gros intestin conduit à la production d’acides organiques tels que le lactate, l’acétate, le butyrate et le propionate. Le contenu intestinal est également acidifié et la pression osmotique ainsi que le volume dans le côlon sont augmentés. Ces changements conduisent à une augmentation du péristaltisme et une diminution du temps de transit. Le lactulose a obtenu une allégation de santé de l'EFSA pour ses effets de diminution du temps de transit intestinal pour une prise de 10 g par jour.

#### Populations spéciales
Depuis sa première utilisation il y a 40 ans, aucun risque ni aucun cas d’abus de lactulose n’a été répertorié. Le lactulose n’ayant aucun risque toxicologique connu, il s’agit d’une des molécules les plus sûres d’utilisation. Pour cela, le lactulose peut être utilisé sans risque chez les nourrissons, les enfants, les femmes enceintes et allaitantes ainsi que chez les personnes âgées.

## Utilisation médicale

### Constipation
Le lactulose est utilisé dans le traitement de la constipation chronique chez des patients de tout âge comme traitement de longue durée. Le dosage de 15  à   45 ml par jour chez l’adulte est adapté selon la sévérité de la constipation et l’effet voulu.

### Encéphalopathie hépatique
L’encéphalopathie hépatique est un désordre fonctionnel du cerveau, qui peut apparaître à la suite d'une insuffisance hépatique. L'ammoniac (NH3) joue un rôle prépondérant dans cette maladie. Il est produit au niveau intestinal par les cellules mucosales de l’intestin grêle ou par le microbiote dans le côlon. Avec une fonction hépatique normale, l’ammoniac est métabolisé par son passage dans le foie. De trop fortes concentrations en ammoniac dans le sang sont toxiques pour le cerveau.
Le lactulose est utilisé dans le traitement de l’hyperammoniémie pour abaisser la valeur du pH intestinal. Le lactulose n'étant pas lui-même un acide ou une base, il ne modifie pas directement le pH. Ce sont les acides gras volatils (acide acétique, propionique, butyrique, etc.) produits lors de sa dégradation par les bactéries présentes dans le côlon qui acidifient son contenu (voir la section sur le métabolisme du lactulose). La diminution du pH du contenu intestinal par les produits de dégradation du lactulose conduit à la protonation de l'ammoniac (NH3) qui se transforme en ion ammonium (NH4+). L'ammonium étant un composé ionique plus soluble dans l'eau que l'ammoniac (composé neutre et non ionisé), il a davantage tendance à rester en solution aqueuse et est donc moins facilement absorbé par l'organisme et de ce fait moins toxique. En diminuant le pH du liquide contenu dans la lumière intestinale, le lactulose favorise l'extraction directe de l’ammoniac produit au niveau des muqueuses vers le contenu intestinal où il reste en solution sous forme d'ions ammonium. Autrement dit, la différence de pH entre le fluide intestinal et le sang (dont le pH plus élevé, tamponné par les ions HCO3–, est normalement compris entre 7,38 et 7,42) favorise le passage de l'ammoniac et de l'ion ammonium vers le fluide intestinal et diminue ainsi leur transfert vers le sang. En outre, la diminution du pH a également un effet bactériostatique sur les bactéries productrices d’ammoniac.
L’utilisation du lactulose dans le cas de l’encéphalopathie hépatique nécessite des dosages élevés jusqu’à 180 ml par jour dans les cas les plus sévères (coma).

### Utilisation pour diagnostic

#### Test respiratoire à l'hydrogène
Le test à l’hydrogène mesure le temps de transit de l’intestin grêle. L'hydrogène est formé par dégradation bactérienne du lactulose dans le côlon, les cellules humaines ne formant pas d’hydrogène. L’hydrogène alors formé dans le côlon est absorbé dans le sang puis relâché au niveau des poumons par la respiration.
Ce test peut être utilisé pour plusieurs diagnostics tels que la malabsorption ou intolérance au lactose et la sur-croissance bactérienne dans l’intestin grêle.
Dans la malabsorption, le test à l’hydrogène avec lactulose est couplé à un test à l’hydrogène avec le lactose. Chez les patients intolérants au lactose, le pic d’hydrogène apparaît à peu près en même temps que lors du test au lactulose, puisque le lactose n’est pas assimilé par le corps.
Dans la sur-croissance bactérienne dans l’intestin grêle, une grosse quantité de lactulose est administrée puis l’hydrogène exhalé est mesuré. Le test est positif si on observe une augmentation de l’hydrogène exhalé avant le temps attendu par une dégradation normale dans le côlon. Ceci indiquerait une quantité et une population anormale de bactéries dans l’intestin grêle.

#### Test de perméabilité
Des sucres avec différents taux d’absorption intestinale sont utilisés pour diagnostiquer une perméabilité intestinale (maladie cœliaque entre autres). Quand la muqueuse intestinale est abîmée, la perméabilité pour de petites molécules diminue due à la diminution de la surface et la perméabilité pour de grosses molécules augmente due à un épithélium plus perméable.
L’utilisation du lactulose et du mannitol, ayant des poids moléculaires différents, permet de mettre en avant différents taux d’absorption dans le cas d’une perméabilité. Après administration orale des sucres, les urines sont collectées et les concentrations absorbées sont calculées.

## Spécialités
Le lactulose pharmaceutique est disponible sous diverses dénominations commerciales : Duphalac, Melaxib, Melaxose, Transulose.

## Dosage
La norme ISO 11868:2007 établit la méthode de référence pour la détermination de la concentration en lactulose par chromatographie en phase liquide à haute performance (CLHP, HPLC en anglais).

## Divers
Le lactulose fait partie de la liste des médicaments essentiels de l'Organisation mondiale de la santé (liste mise à jour en avril 2013).